# Wolfson History Prize
Il Wolfson History Prize è un premio letterario.
Istituito nel 1972 dalla Wolfson Foundation e formalmente noto col nome di Wolfson Literary Awards, è un premio letterario assegnato annualmente ad opere per il grande pubblico che promuovono e incoraggiano standard di eccellenza in ambito storico.
Le opere considerate per il premio devono essere state pubblicate in Gran Bretagna e gli autori avere cittadinanza britannica al momento dell'assegnazione.

## Lista Vincitori
- 2024
Joya Chatterji,  Shadows at Noon: The South Asian Twentieth Century (Vintage)[1]
- 2023
Halik Kochanski, Resistance: The Underground War in Europe, 1939-1945 (W. W. Norton & Company)[2]
- 2022
Clare Jackson, Devil-Land: England Under Siege, 1588-1688 (Allen Lane)[3]
- 2021
Sudhir Hazareesingh, Black Spartacus: The Epic Life of Toussaint Louverture (Allen Lane)[4]
- 2020
David Abulafia, The Boundless Sea: A Human History of the Oceans (Allen Lane)[5]
- 2019
Mary Fulbrook, Reckonings: Legacies of Nazi Persecution and the Quest for Justice (Oxford University Press)
- 2018
Peter Marshall, Heretics and Believers: A History of the English Reformation (Yale University Press)
- 2017
Christopher de Hamel, Meetings with Remarkable Manuscripts (Allen Lane)
- 2016
Robin Lane Fox, Augustine: Conversions and Confessions (Basic Books)
Nikolaus Wachsmann, KL: A History of the Nazi Concentration Camps (Little, Brown)
- 2015
Richard Vinen, National Service: Conscription in Britain, 1945–1963 (Allen Lane, Penguin Books) 
Alexander Watson, Ring of Steel: Germany and Austria-Hungary at War, 1914–1918 (Allen Lane, Penguin Books)
- 2014
Cyprian Broodbank, The Making of the Middle Sea (Thames & Hudson) 
Catherine Merridale, Red Fortress: The Secret Heart of Russia's History (Allen Lane, Penguin Books)
- 2013
Christopher Duggan, Fascist Voices: An Intimate History of Mussolini’s Italy  (Boydell Press)
Susan Brigden, Thomas Wyatt: The Heart’s Forest (Faber & Faber)
- 2012
Susie Harries, Nikolaus Pevsner: The Life (Chatto & Windus)
Alexandra Walsham, The Reformation of the Landscape (Oxford University Press)
- 2011
Susie Harries, Nikolaus Pevsner: The Life (Chatto & Windus)
Alexandra Walsham The Reformation of the Landscape (Oxford University Press)
- 2010
Ruth Harris, The Man on Devil's Island: The Affair that Divided France (Allen Lane: Penguin Press)
Nicholas Thomas Islanders: The Pacific in the Age of Empire (Yale University Press)
- 2009
Dominic Lieven, Russia Against Napoleon: The Battle for Europe, 1807–1814 (Allen Lane: Penguin Press)
Jonathan Sumption Divided Houses: The Hundred Years War (Vol. 3) (Faber & Faber)
- 2008
Mary Beard, Pompeii: The Life of a Roman Town (Profile Books)
Margaret M. McGowan, Dance in the Renaissance: European Fashion, French Obsession (Yale University Press)
- 2007
John Darwin,  After Tamerlane: The Global Story of Empire (Allen Lane)
Rosemary Hill God's Architect: Pugin & the Building of Romantic Britain (Allen Lane)
- 2006
Adam Tooze, The Wages of Destruction: The Making and Breaking of the Nazi Economy (Allen Lane: Penguin Press)
Christopher Clark Iron Kingdom: The Rise and Downfall of Prussia, 1600–1947 (Allen Lane: Penguin Press)
Vic Gatrell City of Laughter:  Sex and Satire in Eighteenth-Century London  (Atlantic Books)
- 2005
Evelyn Welch, Shopping in the Renaissance (Yale University Press)
Christopher Wickham Framing the Early Middle Ages: Europe and the Mediterranean, 400-800 (Oxford University Press)
- 2004
David Reynolds, In Command of History:  Churchill Fighting and Writing the Second World War  (Allen Lane: Penguin Press)
Richard Overy The Dictators: Hitler's Germany; Stalin's Russia (Allen Lane: Penguin Press)
- 2003
Diarmaid MacCulloch, Reformation: Europe's House Divided 1490-1700 (Allen Lane: Penguin Press)
Frances Harris Transformations of Love:  The Friendship of John Evelyn and Margaret Godolphin (Oxford University Press)
Julian T. Jackson The Fall of France:  The Nazi Invasion of 1940 (Oxford University Press)
- 2002
Robert Gildea, Marianne in Chains: In Search of the German Occupation (Macmillan)
William Dalrymple White Mughals: Love and Betrayal in Eighteenth-century India (HarperCollins)
- 2001
Barry Cunliffe, Facing the Ocean:  The Atlantic and Its Peoples (Oxford University Press)
Jerry White London in the 20th Century:  A City and Its Peoples (Viking)
- 2000
Ian Kershaw, Hitler, 1936–1945:  Nemesis (Allen Lane)
Mark Mazower The Balkans (Weidenfeld & Nicholson)
Roy Porter Enlightenment:  Britain and the Creation of the Modern World  (Allen Lane)
- 1999
Andrew Roberts, Salisbury:  Victorian Titan (Weidenfeld & Nicholson)
Joanna Bourke An Intimate History of Killing (Granta Books)
- 1998
Antony Beevor, Stalingrad (Viking)
Amanda Vickery The Gentleman's Daughter: Women's Lives in Georgian England (Yale University Press)
- 1997
John Brewer, Pleasures of the Imagination:  English Culture in the Eighteenth Century  (HarperCollins)
Patricia Hollis Jennie Lee:  A Life (Oxford University Press)
- 1996
Orlando Figes, A People's Tragedy: A History of the Russian Revolution (Jonathan Cape)
- 1995
H.C.G. Matthew, Gladstone 1875–1898 (Oxford University Press)
- 1994
Fiona MacCarthy, William Morris:  A Life for Our Time (Faber & Faber)
John C. G. Rohl The Kaiser and His Court:  Wilhelm II and the Government of Germany (Cambridge University Press)
- 1993
Barbara Harvey, Living and Dying in England, 1100–1540:  The Monastic Experience (Oxford University Press)
Robert Bartlett The Making of Europe:  Conquest, Colonization and Cultural Change, 950–1350 (Viking)
- 1992
Robert Skidelsky, John Maynard Keynes:  The Economist as Saviour, 1920–1937 (Pan Macmillan)
Linda Colley Britons: Forging the Nation 1707-1837 (Yale University Press)
- 1991
Alan Bullock, Hitler and Stalin:  Parallel Lives (Harper Collins)
John Bossy Giordano Bruno and the Embassy Affair (Yale University Press)
- 1990
Colin Platt, The Architecture of Medieval Britain:  A Social History (Yale University Press)
- 1989
Donald Cameron Watt, How War Came:  The Immediate Origins of the Second World War, 1938–1939 (William Heinemann)
Richard A. Fletcher The Quest for El Cid  (Huchinson)
- 1988
Paul Kennedy, The Rise and Fall of the Great Powers:  Economic Change and Military Conflict from 1500 To 2000 (Unwin Hyman)
Richard Evans Death in Hamburg:  Society and Politics in the Cholera Years, 1830–1910 (Oxford University Press)
- 1987
R. R. Davies, Conquest, Coexistence, and Change:  Wales, 1063–1415 (Oxford University Press)
John Pemble The Mediterranean Passion:  Victorians And Edwardians in the South (Oxford University Press)
- 1986
J.H. Elliott, The Count-Duke Of Olivares:  The Statesman In An Age Of Decline  (Yale University Press)
Jonathan Israel European Jewry in the Age of Mercantilism, 1550–1750 (Oxford University Press)
- 1985
John Grigg, Lloyd George, From Peace To War 1912–1916 (Methuen)
Richard Davenport-Hines Dudley Docker: The Life and Times of a Trade Warrior (Cambridge University Press)
- 1984
Antonia Fraser, The Weaker Vessel (Weidenfeld & Nicholson)
Maurice Keen Chivalry (Yale University Press)
- 1983
Martin Gilbert, Winston S. Churchill: Finest Hour, 1939–1941 (Heinemann)
Kenneth Rose George V (Weidenfeld & Nicholson)
- 1982
John McManners, Death and the Enlightenment: Changing Attitudes to Death Among Christians and Unbelievers in Eighteenth-Century France (Oxford University Press)
- 1981
John Wyon Burrow, A Liberal Descent:  Victorian Historians and the English Past (Cambridge University Press)
- 1980
F.S.L. Lyons, Culture and Anarchy in Ireland, 1890–1939 (Oxford University Press)
Robert Evans, The Making of the Habsburg Monarchy, 1550–1700:  An Interpretation (Oxford University Press)
- 1979
Richard Cobb, Death in Paris:  The Records of the Basse-Geôle de la Seine, October 1795 – September 1801, Vendémiaire Year IV-Fructidor Year IX (Oxford University Press)
Mary Soames, Clementine Churchill:  The Biography of a Marriage (Cassell)
Quentin Skinner The Foundations of Modern Political Thought (Cambridge University Press)
- 1978
Alistair Horne, A Savage War of Peace : Algeria, 1954–1962 (Macmillan)
- 1977
Denis Mack Smith, Mussolini's Roman Empire (Longman & Co)
Simon Schama Patriots and Liberators: Revolution in the Netherlands 1780–1813 (Collins)
- 1976
Nikolaus Pevsner, A History of Building Types (Thames & Hudson)
Norman Stone  The Eastern Front: 1914–17 (Hodder & Stoughton)
- 1975
Frances Donaldson, Edward VIII (Weidenfeld & Nicholson)
Olwen Hufton The Poor of Eighteenth-century France 1750–1789 (Oxford University Press)
- 1974
Moses Finley, The Ancient Economy (Chatto & Windus)
Theodore Zeldin France, 1848–1945:  Ambition, Love and Politics (Oxford University Press)
- 1973
Frances Yates, The Rosicrucian Enlightenment (Routledge & Keegan Paul)
W.L. Warren Henry II (Eyre & Spottiswoode)
- 1972
Michael Howard, The Grand Strategy: August 1942 – September 1943 (Her Majesty's Stationery Office)
Keith Thomas Religion and the Decline of Magic (Weidenfeld & Nicholson)